# 한려초등학교
한려초등학교는 대한민국 경상남도 통영시에 있는 공립 초등학교이다.

## 학교 연혁
- 1992년 3월 1일: 개교
- 2021년 전진남,양채웅 졸업

## 참고 자료
- 한려초등학교 - 한국교육학술정보원 학교알리미